# Шольдский, Андрей Станиславович
Андрей (Анджей) Станиславович Шольдский (пол. Andrzej Szołdrski; в ряде источников Шолдрский; 1583–1650) — епископ Киевский, Перемышльский (14.08.1635 — 21.07.1636) и Познанский (1636—1650).

## Биография
Андрей Шольдский родился в городе Чемпине, в Большой Польше. Окончив Римскую академию со степенью доктора церковного и гражданского права, он путешествовал с образовательной целью по Италии, Германии и Бельгии. 
Вернувшись на родину, Шольдский в качестве секретаря королевича Владислава, вступил на придворную службу Сигизмунда III. Когда Владислав IV был избран на царство, он давал Шольдскому ответственные поручения дипломатического характера в Москву, а затем поставил его во главе посольства в Турцию для заключения мира в ходе Польско-турецкой войны. 
В то время А. Шольдский выделялся из среды современников своим образованием и глубокой рассудительностью, благодаря чему и был назначен настоятелем Гнезнинским и каноником Краковским в 1617 году. В этой должности он являлся уполномоченным от короля в разных политических поручениях вплоть до царской сеймовой трибуны; в сеймовых конституциях 1627 и 1636 года часто упоминается его имя в связи с отзывами о его красноречии. 
В 1633 году Владислав IV назначил его Киевским епископом. В 1634 году, управляя Краковской епархией, Шольдский сопутствовал королю Альберту в его предсмертном путешествии в Италию и получил от короля высшие отличия. 
Возведенный в сан епископа Перемышльского в 1635 году, он управлял епархией Познанской, которую занял после смерти Генрика Фирлея в 1636 году. Здесь он реставрировал сожженный кафедральный собор и украсил его. Он особенно поработал для Познанского Капитула, завещав ему всё своё имущество. 
Жертвуя ещё при жизни большие суммы на благотворительные цели, он, кроме того, устроил несколько стипендий своего имени для нуждающейся молодежи при Любранском коллегиуме. 
В беспрестанных пастырских трудах, пораженный параличем, Андрей Станиславович Шольдский умер 1 апреля 1650 года и был похоронен в Познанском кафедральном соборе.

## Избранная библиография
- «Oratio in funere Scr, Vladislai IV, Pol. Reg» (Kraków, 1649);
- «Praesidium Turrianum» (Kraków, 1646).
- «Constitutiones et decreta Synodi diocesanae Posnaniensis anno 1642, die Septembris celebratae» (Kraków, 1642).
- «Synodus diocesana Premisliensis. A. D. 1636 die 26 Augusti habita»[8].